# 加藤晃 (絵本作家)
加藤 晃（かとう あきら、1941年 - ）は、日本の絵本作家、映像作家。東京都出身。

## 略歴
1941年東京生まれ。日本大学芸術学部美術学科卒業。在学中よりNHKの人形劇や子供向け番組に携わる。この他、数遊び、工作、切り絵などをテーマとした幼児から児童向けの著作が多数存在する。
2012年から東京等で個展を多数開催している。

## 主な参加番組
- ひょっこりひょうたん島[3]
- おかあさんといっしょ[3]
- できるかな[3]
- ママとあそぼう!ピンポンパン[4]
- ニャンちゅう!宇宙!放送チュー!

## 作品一覧

### 絵本・児童書・紙芝居
- いじわる魔女のさんすうえほん (ふえるじゅうす・きえたおしろ・おりのなかのおうさま) 絵 / 大日本図書
- おかあさんみーつけた 作・絵 / 教育画劇
- おふろ 絵 / 福音館書店
- おさんぽさえこちゃん 絵 / 偕成社
- うたっておぼえる 九九のえほん 作・絵 / 世界文化社
- ドラえもん はじめてのえほん しりとりことばあそび 絵 / 小学館
- ワンダーおはなし人形絵本 ぱくちゃんのはみがきしゃかしゃか 作・絵 / 世界文化社
- 児童よみもの名作シリーズ かいとうソーメンたいドラキュララはかせ 絵 / 小学館
- まんがなぞなぞビデオくん シリーズ 絵 / 小峰書店
- かがくあそび かがくの本 作・絵 / 世界文化社
- エースひかりのくに いたずらめんきょしょう 絵 / ひかりのくに
- わたしのぼうし 作・絵 / 教育画劇
- ひかりのくに ふしぎなじどうしゃ 絵 / ひかりのくに
- えさがしクイズえほん あわてんぼうのサンタさん 絵 / PHP研究所

### みんなのうた
※♦は映像素材がNHKにアーカイブ保存されていない曲で、♢は「発掘プロジェクト」によって映像素材が保存された曲。
- 1.星のヨーデル / 牧山静江、西六郷少年少女合唱団（1969年6月・7月放送）♢[5]
- 2.トレロ カモミロ / 西六郷少年少女合唱団（1970年2月・3月放送）[6]
- 3.気のいいあひる / ダーク・ダックス（1971年4月・5月放送）♢[7]
- 4.地球の子ども / 東京放送児童合唱団（1971年6月・7月放送）[8][注 1]
- 5.こなひきのおじさん / 友竹正則、杉並児童合唱団（1973年12月・1974年1月放送）♦[9]
- 6.6ちゃんがねころんで / 熊倉一雄（1978年12月・1979年1月放送）♢[10]
- 7.ぼくんちのチャボ / ホリイくんと先生（1980年12月・1981年1月放送）[11]
- 8.ぼくのにっきちょう / 小倉一郎（1982年6月・7月放送）[12]
- 9.パンダ・ダ・パ・ヤッ / 加茂晴美（1983年10月・11月放送）[13]
- 10.おふろのうた / 五百木佑野（1985年4月・5月放送）[14]
- 11.おはようクレヨン / 谷山浩子（1987年6月・7月放送）[15]
- 12.たのしいさんすう / 田中星児、東京放送児童合唱団（1988年2月・3月放送）[16]
- 13.チチンプイプイ / 森みゆき、東京放送児童合唱団（1989年4月・5月放送）[17]
- 14.ワンダフル・ワールド 〜顔面新体操〜 / 天地総子（1989年10月・11月放送）[18]
- 15.昆虫ニンジャ / 戸田恵子（2008年4月・5月放送）[19][注 2]

### 「おかあさんといっしょ」
※ここでは番組内の「今月の歌」を名義。
- 1.とんでもトン吉（2004年10月放送）
- 2.わ!（2006年1月放送）[注 3]
- 3.ただいまママ（2006年7月・8月放送）
- 4.モラモラマンボウ（2012年9月放送）
- 5.カラスのかっくん（2013年10月放送）[注 4]